# Первомайське (Мішкинський район)
Первома́йське (рос. Первомайское) — село у складі Мішкинського району Курганської області, Росія. Адміністративний центр Первомайської сільської ради.
Населення — 334 особи (2010, 468 у 2002).